# Frente Popular por la Democracia y la Justicia
El Frente Popular por la Democracia y la Justicia es, en la actualidad, el único partido político legal en Eritrea. Está dirigido por Isaías Afewerki, quien a su vez es el jefe de Estado. Se lo considera sucesor del marxista Frente Popular para la Liberación de Eritrea, que en su III Congreso, celebrado en febrero de 1994, cambió su denominación a la actual. La organización pretende ser un movimiento de amplia base política, que aglutine a nacionalistas de Eritrea, independientemente de su clase social.

## Historia
El Frente de Liberación del Pueblo Eritreo (EPLF), más tarde (desde 1994) Frente Popular para la Democracia y la Justicia, se formó a partir del movimiento secesionista que luchó con éxito por la creación de una nación eritrea independiente a partir de la provincia más septentrional de Etiopía en 1993.
La región histórica de Eritrea se unió a Etiopía como unidad autónoma en 1952. El Movimiento de Liberación de Eritrea fue fundado en 1958 y fue sucedido por el Frente de Liberación de Eritrea (ELF) en 1961. El ELF creció en número de miembros cuando el emperador etíope Haile Selassie abolió el estatus autónomo de Eritrea, anexionándola como provincia en 1962. En las décadas de 1960 y 1970, el ELF emprendió una campaña sistemática de guerra de guerrillas contra el gobierno etíope. Una facción del ELF se separó en 1970 para formar el Frente de Liberación del Pueblo Eritreo. El EPLF logró hacerse con el control de gran parte de las zonas rurales eritreas y construir administraciones eficaces en las zonas que controlaba. Los combates que estallaron entre el EPLF, el ELF y otros grupos rebeldes eritreos en 1981 impidieron nuevos avances militares, pero el EPLF se convirtió posteriormente en el principal grupo guerrillero eritreo.
Cuando el apoyo soviético al gobierno socialista de Etiopía colapsó a finales de la década de 1980, el EPLF formó una alianza con grupos guerrilleros en la provincia de Tigray y otras partes de Etiopía. Después de la celebración de un referéndum sobre la independencia supervisado por las Naciones Unidas en abril de 1993, el EPLF declaró la nueva nación de Eritrea al mes siguiente.
En el tercer congreso del Frente EPLF en febrero de 1994, los delegados votaron a favor de transformar la organización de 95.000 personas en un movimiento político de masas, el Frente Popular para la Democracia y la Justicia (PFDJ). El congreso otorgó al PFDJ un mandato transitorio para atraer a la población en general al proceso político y preparar al país para la democracia constitucional.

## Desarrollo judicial
Después de la independencia, el régimen del PFDJ adoptó la ley del régimen etíope derrocado con algunas enmiendas a fin de mantener la ley y el orden y evitar un vacío legal. Un comité de excombatientes de alto rango revisó el antiguo régimen legal etíope para adaptarlo al estado recién formado y hacerlo compatible con los valores y principios del EPLF. Los exámenes revelaron que no se hacía hincapié en los principios básicos de los derechos humanos y los procedimientos del debido proceso ni en los modelos de independencia judicial.

## Influencia
El primer intento del PFDJ de influir en las normas y el sistema de valores del país inmediatamente después del final de la guerra de independencia fracasó porque los combatientes eran una minoría. Los conflictos fronterizos de 1998-2000 con Etiopía presentaron al PFDJ una segunda oportunidad para imponer su ideología en la sociedad.

## Sanciones
El 12 de noviembre de 2021, la Oficina de Control de Activos Extranjeros del Departamento del Tesoro de los Estados Unidos añadió al PFDJ a su lista de Nacionales Especialmente Designados (SDN) por ser "un partido político que ha participado, o cuyos miembros han participado, en actividades que han contribuido a la crisis en el norte de Etiopía o han obstruido un alto el fuego o un proceso de paz para resolver dicha crisis".